# Отмарсюм
Отмарсюм (нидерл. Ootmarsum) — город в нидерландской провинции Оверэйссел. Население — 4530 (2016 г.).

## История
В 770 г. на территории нынешнего города была построена первая церковь. Статус города Отмарсюм получил в 1325 г.
В XVI веке во время Войны за независимость Нидерландов город был занят испанцами, но в 1597 г. отвоёван Морицем Оранским. 
До 2001 г. Отмарсюм был самостоятельным муниципалитетом, затем был включен в общину Динкелланд.